# 格雷戈里奥·霍纳桑

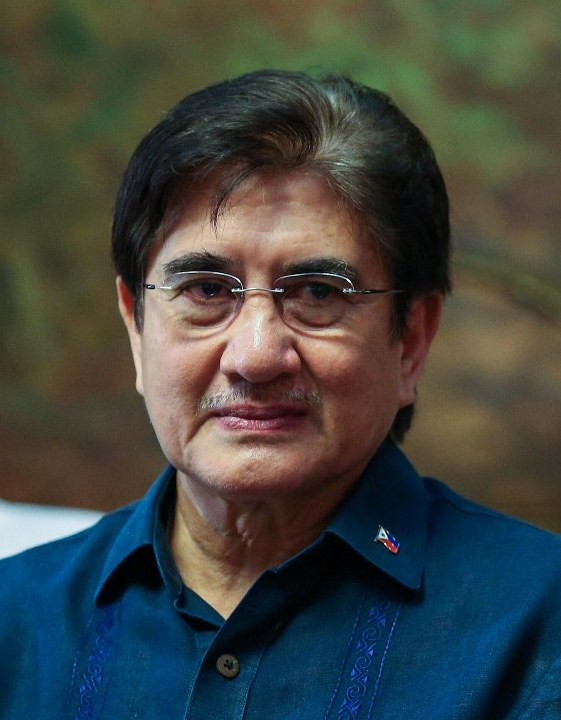
格雷戈里奥·巴列斯特罗斯·霍纳桑二世

格雷戈里奥·巴列斯特罗斯·霍纳桑二世（英語：Gregorio Ballesteros Honasan II，1948年3月14日—），是菲律宾陆军军官，领导发动了推翻科拉松·阿基诺的政变。

## 生平
1948年，出生于军人家庭。
1971年，毕业于菲律宾陆军军官学院。
1974年，担任国家安全局局长。
1986年，与国防部长、总参谋长发动政变推翻费迪南德·马科斯。
1986年，担任菲律宾特种军事学院院长。
1987年，参与发动政变，袭击总统府和政府军军营。
1989年，再次发动兵变，封锁机场，轰炸总统府。
1995年，当选无党派参议员。